# Paratico (clássico)
Paratico ou Derby da Rebouças é o clássico do futebol paranaense entre o Paraná Clube e o Club Athletico Paranaense.

## História
O confronto teve início no ano de 1990, quando da criação do Paraná Clube. O Paraná surgiu da fusão de dois clubes tradicionais de Curitiba e o clássico com o rubro-negro paranaense, naturalmente, tornou-se um dos maiores clássicos do Sul do país.
O Athletico é o segundo adversário com mais jogos realizados contra o Paraná, incluindo-se as decisões do campeonato estadual de 1991, 1997 (vencidas pelo tricolor) e de 2001 e 2002 (vencidas pelo rubro-negro).

## Estatísticas
| Estatística Geral           |     |
| Número de jogos             | 101 |
| Vitórias do Athletico       | 41  |
| Vitórias do Paraná          | 29  |
| Empates                     | 31  |
| Número de gols              | 237 |
| Gols marcados pelo Atlético | 134 |
| Gols marcados pelo Paraná   | 103 |

Campeonato Brasileiro Série A
Pelo Campeonato Brasileiro Série A foram disputados 20 jogos, com 7 vitórias do Athletico, 6 do Paraná e 7 empates, 30 gols pro Athletico e 23 para o Paraná.[carece de fontes?]
Campeonato Brasileiro Série B
Pelo Campeonato Brasileiro Série B foram disputados 2 jogos, com 1 vitórias do Athletico e 1 empate, 3 gols pro Athletico e 2 para o Paraná.[carece de fontes?]

## Derby da Rebouças
O clássico entre Paraná Clube e Athletico Paranaense também é conhecido como "Derby da Rebouças". Esse nome faz referência à Avenida Engenheiros Rebouças, uma importante via da cidade de Curitiba, onde estão localizados os estádios dos respectivos clubes: Vila Capanema (Paraná Clube) e Arena da Baixada (Athletico Paranaense).

## Clássico internacional
Paraná e Athletico fizeram o primeiro clássico paranaense por uma competição internacional, pela Copa Sul-Americana de 2006, com o resultado de vitória atleticana por 1 a 0 na Arena da Baixada e outra por 3 a 1 no Pinheirão, o time tricolor acabou eliminado pelo rubro-negro.

#### Maiores públicos
Na Arena da Baixada
- 27.000 torcedores em 3 de junho de 2001, Atlético 2 a 2 Paraná.[7]
- 26.661 pessoas em 23 de setembro de 2007, Atlético 2 a 1 Paraná.[8]
- 25.124 torcedores em 2 de abril de 2017, Atlético 1 a 0 Paraná (22.893 pags).[9]

No Pinheirão
- 35.000 torcedores em 17 de fevereiro de 1997, Atlético  3 a 1 Paraná.[10]
- 24.986 torcedores em 6 de abril de 1997, Atlético  0 a 1 Paraná.[10]
- 23.506 torcedores em 3 de junho de 1990, Atlético  1 a 0 Paraná.[10]

No Couto Pereira
- 20.070 torcedores em 2 de junho de 1994, Atlético  2 a 2 Paraná.[10]

Na Vila Capanema
- 15.026 torcedores em 9 de abril de 2017, Atlético 0 a 0 Paraná (13.018 pagantes).[11]